# Nazzareno De Angelis
Pour les articles homonymes, voir De Angelis.
Nazzareno De Angelis (L'Aquila, 17 novembre 1881 - Rome, 14 décembre 1962) était un chanteur d'opéra italien, l'une des plus grandes voix de basse du XXe siècle, particulièrement associé au rôle de Mefistofele.

## Biographie
De Angelis chante comme enfant dans le chœur de la Chapelle Sixtine, puis étudie à l'Académie de Sainte-Cécile à Rome, avec Dr. Faberi. Il débute à L'Aquila en 1903, dans le rôle du Préfet dans Linda di Chamounix.
Il débute à La Scala de Milan en 1907, et chante sur toutes les scènes italiennes jusqu'en 1939. Il parait à Paris en 1909, à Buenos Aires en 1911, puis chante régulièrement au Lyric Opera de Chicago de 1910 à 1920.
Renommé dans Verdi et Wagner, mais aussi dans le répertoire plus ancien, notamment Medea et Mosè in Egitto, où il brilla par son art des demi-teintes et son trille impeccable. Il crée le rôle d'Archibaldo dans L'Amore dei tre re d'Italo Montemezzi en 1913.
Grand spécialiste du rôle de Mefistofele, qu'il chanta 987 fois durant sa carrière, et dont il a gravé une intégrale en 1931.

## Discographie
Boito, Mefistofele (Mefistofele : Nazareno de Angelis ; Margherita : Mafalda Favero ; Elena : Giannina Arangi-Lombardi ; Faust : Antonio Melandri ; Marta : Ida Mannarini ; Wagner : Giuseppe Nessi ; Pantalis : Rita Monticone ; Nereo : Emilio Venturini), Orchestre et Chœur del Teatro alla Scala de Milan, direction Lorenzo Molajoli,enregistré à Milan en mars 1932 (1 x 2 CD remasterisés Gramofono 2000, nº AB 78606/7, 1996)